# Armando Pellegrini
Armando Pellegrini (Bedulita, Bérgamo, 3 de junio de 1933-25 de agosto de 2023) fue un ciclista italiano que fue profesional entre el 1957 y 1969. En su palmarés destacan dos victorias de etapa en el Giro de Italia, de 1959 y en el Giro de Italia, de 1962.

## Palmarés
- 1957
  - 1.º en el Trofeo del U.V.I.
  - 1.º en el Giro de los Alpes Apuans
- 1958
  - Vencedor de una etapa al Grande Premio Ciclomotoristico
- 1959
  - Vencedor de una etapa al Giro de Cerdeña
  - Vencedor de 2 etapas en la París-Niza
  - Vencedor de una etapa al Giro de Italia
- 1961
  - Vencedor de una etapa al Giro de Cerdeña
- 1962
  - Vencedor de una etapa al Giro de Italia

## Resultados en Grandes Vueltas
| Carrera         | 1957 | 1958 | 1959 | 1960 | 1961 | 1962 | 1963 | 1964 |
| --------------- | ---- | ---- | ---- | ---- | ---- | ---- | ---- | ---- |
| Giro de Italia  | 38.º | Ab.  | 52.º | 70.º | 48.º | 31.º | 62.º | -    |
| Tour de Francia | -    | -    | -    | -    | -    | 56.º | -    | -    |
| Vuelta a España | -    | 39.º | -    | -    | -    | -    | -    | 42.º |